# Trode Khangsar
Il Trode Khangsar (spro bde k'ah gsar in tibetano) è un tempio buddista tibetano.

## Descrizione
Costruito per ordine del V Dalai Lama, il Trode Khangsar di Lhasa fu concepito come santuario di Dorje Shugden e come abitazione del suo oracolo.
Il V Dalai Lama cercò ripetutamente di sottomettere Dorje Shugden con vari rituali che però fallirono. Per ordine di Desi Sangye Gyatso, il Reggente, il tempio fu ampliato e affidando alla guida del Monastero Riwo Choling, noto centro di scuola Gelug nei pressi della Valle dello Yarlung.
Durante la reggenza di Taktra Rinpoce, tra il 1941 e il 1950, il Trode Khangsar subì una grande opera di abbellimento e fu frequentato da numerosi lama di grande lignaggio.
Negli anni della Rivoluzione culturale, a seguito dell'annessione del Tibet alla Cina, fu saccheggiato e danneggiato, ma le autorità cinesi lo restaurarono e lo riaprirono. Oggi è al centro di un'intensa attività, dato che per volere del governo di Pechino il culto di Dorje Shugden è stato reintrodotto dopo il veto posto dal XIV Dalai Lama.